# Centaurea dichroantha
Centaurea dichroantha — вид квіткових рослин айстрових (Asteraceae). Ендемік Альп: пд. Австрія, пн.-сх. Італія, Словенія, Хорватія; інтродукований до Німеччини.

## Морфологічна характеристика
Це кореневищний багаторічник заввишки від 25 до 70 см. Стебла висхідні, голі, кутасті й прості або з одним або двома розгалуженнями. Листки зелені й голі, перисторозсічені, розділені на ланцетні або лінійні часточки. Суцвіття утворені поодинокими квітковими головами 30–40 мм у діаметрі на верхівці стебла або бічних відгалужень. Квітки всі трубчасті. Колір віночка жовтий (рідше світло-пурпуровий майже рожевий). Цвітіння: з (липня) серпня по вересень. Плоди — сім'янки 4–4,9 мм з пурпурно-коричневим паппусом такої ж довжини (або більше: 4,6–6,3 мм).

## Середовище
Типове середовище проживання цих рослин — русла передальпійських струмків; а також скелі, скельні навіси, осипи, морени, соснові та ялівцеві ліси.